# Leopold Skulski
Leopold Skulski (ur. 15 listopada 1877 w Zamościu, zm. po 1939, dokładne miejsce i czas nieznane) – polski inżynier chemik, farmaceuta i polityk; nadburmistrz Łodzi od 29 września 1917 do 22 lutego 1919, prezes Rady Ministrów od 13 grudnia 1919 do 9 czerwca 1920; prezes klubu Narodowego Zjednoczenia Ludowego w Sejmie Ustawodawczym (1919–1922), członek Prezydium Rady Naczelnej Obozu Zjednoczenia Narodowego w 1939 roku.

## Wczesne lata
Urodził się w rodzinie Adolfa Piotra herbu Rogala, urzędnika rolnego lub magistrackiego i Bronisławy z Kiewliczów herbu Leliwa. Rodziny obojga rodziców utraciły swoje majątki po powstaniu styczniowym. Swą edukację rozpoczął w gimnazjum w Zamościu w 1891. Uczęszczając do V klasy, rozpoczął pracę w jednej z zamojskich aptek. 21 grudnia 1894 zdał egzamin ze znajomości języka rosyjskiego, łacińskiego i niemieckiego, arytmetyki i umiejętności wyraźnego pisania – otrzymał tytuł ucznia aptekarskiego. Został on nadany Skulskiemu przez Lubelski Oddział Lekarski Rządu Gubernialnego Lubelskiego. Następnie od 24 grudnia 1894 do 18 grudnia 1897 odbywał praktyki w aptekach Lublina i Krasnegostawu.
W 1899 przeprowadził się do Warszawy. Tam ukończył kursy aptekarskie na Oddziale Farmaceutycznym Cesarskiego Uniwersytetu Warszawskiego, tym samym 18 marca 1898 został pomocnikiem farmacji. Następnie od 9 listopada 1899 do 12 lipca 1901 pracował w aptece braci Kłossowskich w Zamościu. W 1901 zaczął studia farmaceutyczne na Uniwersytecie Warszawskim. Ukończył je w 1903, otrzymując stopień prowizora.
Od 1902 studiował chemię na Technische Hochschule w Karlsruhe, był prezesem Korporacji Studentów Polaków działającej w tej szkole wyższej. W dniach 24–30 grudnia 1905 prowadził obrady, jako przewodniczący XIX Zjazdu Zjednoczenia Towarzystw Młodzieży Polskiej za Granicą w Genewie. W 1906 ukończył uczelnię, otrzymując tytuł inżyniera chemika. Po powrocie na ziemie polskie w 1906, trafił do Warszawy, gdzie działał w Warszawskim Towarzystwie Akcyjnym „Motor”. Później zamieszkał w Łodzi. Tam pracował w aptekach i w filii zakładów „Motor”, sprzedając leki i preparaty farmaceutyczne. Wkrótce został właścicielem dwóch aptek w Łodzi – wydzierżawił aptekę Oswalda Gessnera (wówczas przy ulicy Cegielnianej 64, obecna ul. Stefana Jaracza) oraz zarządzał apteką Franciszka Winnickiego przy ulicy Piotrkowskiej 307. W tej pierwszej w 1912 otworzył fabrykę krochmalu, tę drugą wykupił w 1916 i tam również założył wytwórnię tej substancji. W tym czasie działał w Łódzkim Stowarzyszeniu Aptekarzy.

## Działalność społeczna i polityczna
Był jednym z twórców i działaczy łódzkiego Towarzystwa Gimnastycznego „Sokół”. Zostało ono zdelegalizowane przez władze carskie w 1909, działało jednak dalej, pod nazwą Towarzystwo Zwolenników Rozwoju Fizycznego. 9 stycznia 1910 Skulski został wybrany na prezesa tej organizacji. Po zajęciu terenów Królestwa Polskiego przez Niemców podczas I wojny światowej, władze zakazały działalności Towarzystwa. Pomimo tego, Skulski uzyskał zgodę na powołanie Polskiego Towarzystwa Gimnastycznego. Powstało ono w 1916 i prowadziło działalność niepodległościową pośród młodzieży. Po wybuchu konfliktu zbrojnego został także wybrany na przewodniczącego sekcji farmaceutycznej przy Głównym Komitecie Obywatelskim. Od stycznia 1915 był członkiem zarządu łódzkiego Towarzystwa „Lokator”, powołanego w celu obrony praw lokatorów nieruchomości z inicjatywy dr. Mieczysława Kaufmana. W listopadzie 1916 stanął na czele utworzonego Łódzkiego Komitetu Rockefellerowskiego, którego głównym zadaniem było organizowanie dostaw mleka do Łodzi.
W 1915 Skulski założył w Łodzi tajne Zjednoczenie Narodowe, ugrupowanie zbliżone do endecji, które w 1916 przystąpiło do Międzypartyjnego Koła Politycznego. W tym samym roku został przyjęty do Ligi Narodowej.
Był redaktorem czasopisma „Zjednoczenie Narodowe”, a także członkiem Rady Głównej Opiekuńczej.

### Nadburmistrz Łodzi
W wyborach samorządowych w styczniu 1917 zdobył mandat radnego miasta Łodzi, kandydując z listy Polskiego Komitetu Wyborczego (wybrany został w kurii lokatorów, mieszczańskiej). Po wyborach objął urząd drugiego burmistrza (nadburmistrzem – niem. Oberbürgermeister – był Niemiec – Heinrich Schoppen). W swej działalności w Radzie Miejskiej zajmował się przede wszystkim sprawami socjalnymi – postulował podniesienie płac nauczycieli, robotników i urzędników. Złożył także wniosek, dzięki któremu Rada wprowadziła zwiększone dotacje na bezpłatne i ulgowe obiady dla dzieci.

29 września 1917 został nadburmistrzem miasta. Jak pisze Andrzej Paczkowski: 

Rządy Skulskiego tym jednym z największych miast polskich przypadły na okres szczególnie trudny i skomplikowany zarówno z uwagi na ostry kryzys aprowizacyjny, gwałtowny spadek produkcji i znaczne bezrobocie, jak i perturbacje polityczne i społeczne związane z tworzeniem polskiej władzy i walką o kształt ustrojowy nowego państwa.

 Jego działania przyniosły mu uznanie zarówno prawicy, jak i lewicy. Z jego inicjatywy w październiku 1917 odbyły się w Łodzi wielkie uroczystości na cześć Tadeusza Kościuszki, a ulica Spacerowa przyjęła jego imię (nosi ją po dziś dzień). Na wniosek Skulskiego usunięto także niemiecki napis z oficjalnej urzędowej pieczęci miasta.
W październiku 1918 został członkiem zarządu stowarzyszenia Polski Związek Pracy – zrzeszał on ugrupowania prawicowe: Chrześcijańską Demokrację oraz Narodowy Związek Robotniczy. W tym samym czasie objął stanowisko jednego z wiceprezesów Komisji Organizacyjnej Związku Miast Królestwa Polskiego.
Skulski był zdania, że Polacy w Łodzi powinni przejmować władzę z rąk niemieckich stopniowo. W nocy z 11 na 12 listopada 1918 wynegocjował kapitulację garnizonu niemieckiego stacjonującego w Łodzi. W październiku i listopadzie 1918 współdziałał w tworzeniu polskich organów wojskowych i porządkowych. Skulski popierał Główny Urząd Zaciągu do Polskiej Siły Zbrojnej. Na jego polecenie 10 listopada 1918 gen. Stanisław Suryn-Masalski rozpoczął organizację polskiej milicji miejskiej, współpracował też w formowaniu pierwszego łódzkiego pułku piechoty (tworzył go wysłany przez Radę Regencyjną płk. Albin Jasiński).
W listopadzie 1918 Skulski był pośrednikiem pomiędzy Radą Żołnierską złożoną z żołnierzy garnizonu niemieckiego w negocjacjach z przedstawicielami Polaków zamieszkujących Łódź, których przedmiotem było wycofanie okupantów z miasta. W odezwie Do obywateli m. Łodzi wezwał mieszkańców do zaprzestania rozbrajania Niemców i zachowania spokoju.
26 stycznia 1919 zdobył mandat posła na Sejm Ustawodawczy, z listy Narodowego Komitetu Wyborczego Stronnictw Demokratycznych (jednoczącego reprezentantów Związku Ludowo-Narodowego, Stronnictwa Demokratyczno-Narodowego i Związku Narodowego). Skulski uzyskał najwięcej głosów spośród wszystkich kandydatów, którzy znaleźli się na liście. W związku z tym wyborem, 29 lutego przestał być nadburmistrzem Łodzi (na tym stanowisku zastąpił go Aleksy Rżewski).

### Poseł
W Sejmie 5 lutego 1919 Skulski został wiceprzewodniczącym sejmowego klubu ZLN – Związku Sejmowego Ludowo-Narodowego. Jednocześnie był przewodniczącym sejmowej komisji robót publicznych i wiceprezesem komisji administracyjnej. Wkrótce jednak popadł w konflikt z kierownictwem ugrupowania – krytykował m.in. działalność Romana Dmowskiego w trakcie konferencji pokojowej w Paryżu. W sierpniu 1919 Skulski porozumiał się z konserwatystą z Galicji – Edwardem Dubanowiczem, z którym wyprowadził z klubu 44 posłów. Grupa ta połączyła się następnie z większością członków Polskiego Zjednoczenia Ludowego, w wyniku czego powstało Narodowe Zjednoczenie Ludowe, liczące 72 posłów. 3 października 1919 Skulski został liderem tego, trzeciego co do wielkości, klubu sejmowego. Bardzo szybko stał się jednym z czołowych posłów, jego kandydatura rozpatrywana była odnośnie do obsadzenia stanowiska ministra spraw wewnętrznych w rządzie Ignacego Paderewskiego. Jego nominacji sprzeciwili się jednak zwolennicy Józefa Piłsudskiego. W tym czasie prowadził negocjacje z Wincentym Witosem, odnośnie do poparcia gabinetu Paderewskiego. Witos poradził mu, aby sam utworzył rząd.
Po upadku gabinetu Paderewskiego poparcie wobec kandydatury Skulskiego jako nowego premiera, wyraziły: Związek Ludowo-Narodowy, Narodowe Zjednoczenie Ludowe, Klub Mieszczański oraz (warunkowo) Polskie Stronnictwo Ludowe. Rozmowy prowadzono także z Narodową Partią Robotniczą i Chrześcijańską Demokracją. Oba ugrupowania zadeklarowały ostatecznie, że do rządu będą odnosić się z życzliwą neutralnością. 13 grudnia 1919 Leopold Skulski otrzymał oficjalnie misję utworzenia rządu. Na znak protestu względem jego ustaleń z PSL odnośnie do reformy rolnej, 20 posłów tej partii odeszło ze wspólnego ludowego klubu parlamentarnego, reaktywując klub parlamentarny Polskie Stronnictwo Ludowe „Wyzwolenie”.

### Premier

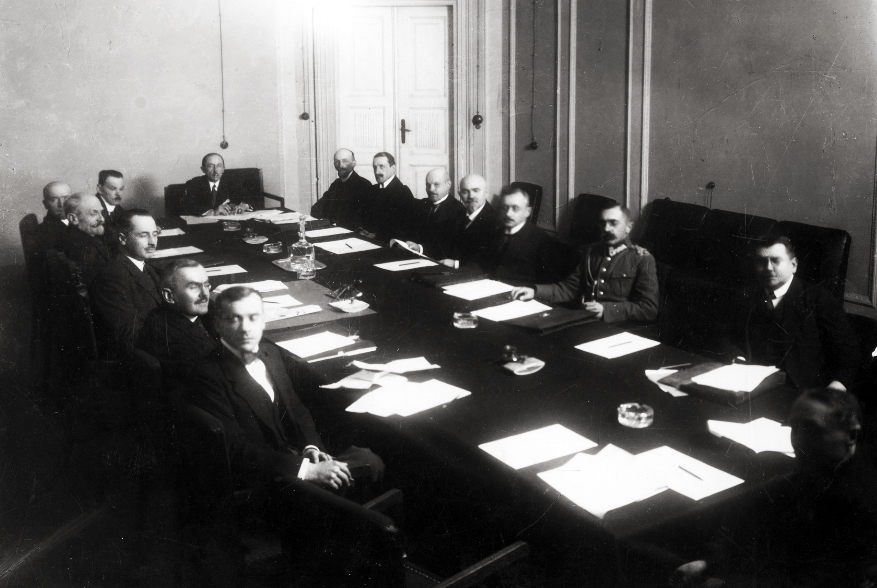
Posiedzenie rządu Leopolda Skulskiego

W gabinecie Skulskiego znajdowało się niewielu posłów (tylko sam szef rządu, Franciszek Bardel, Andrzej Kędzior, Władysław Grabski oraz Władysław Seyda zasiadali w Sejmie). Pomimo tego, obsada poszczególnych resortów była efektem delikatnej gry politycznej, mającej zapewnić gabinetowi jak najszersze poparcie parlamentarne. Skulski miał też poparcie Józefa Piłsudskiego, będącego wówczas Naczelnikiem Państwa.
Rząd Skulskiego zajęty był przede wszystkim kwestiami aprowizacji i bezrobocia. Musiał stawić czoła także strajkom pracowników przedsiębiorstw o kluczowym znaczeniu dla gospodarki – elektrowni, kopalń i służb komunalnych. 26 kwietnia 1920 w wyniku pacyfikacji strajku kolejarzy, zginęło 7 osób. Rząd został zmuszony także do opracowania zarządzeń o sekwestrze ziemiopłodów. Stało się to powodem zerwania umowy koalicyjnej przez ludowców.
Rząd Skulskiego zmuszony był także do zajęcia się integracją nowo powstałego organizmu państwowego, podzielonego dotąd pomiędzy trzech zaborców. Gabinet doprowadził m.in. do unifikacji waluty, wprowadzenia jednolitego systemu skarbowego oraz jednolitego podatku dochodowego i wspólnej taryfy kolejowej. Gabinet rozpoczął także prace nad ustawą o szkolnictwie akademickim. Za jego kadencji Sejm przyjął ustawy o 8-godzinnym dniu i 46-godzinnym tygodniu pracy, a także o powszechnych ubezpieczeniach społecznych.

Podczas sprawowania władzy przez Skulskiego, trwała wojna polsko-bolszewicka. Premier popierał stanowisko Józefa Piłsudskiego, który postulował dalsze prowadzenie wojny z Rosją sowiecką, przeciwko czemu opowiadała się zarówno endecja, jak i opozycyjna Polska Partia Socjalistyczna. W momencie, gdy rozpoczęła się kontrofensywa sił Tuchaczewskiego, Skulski przekazał Piłsudskiemu pismo, w którym stwierdzał: 

Obecny stosunek Sejmowych Klubów Poselskich do Rządu i stanowisko ich wobec wniesionego przez Rząd projektu ustawy o sekwestrze ziemiopłodów zmusiły mnie do zgłoszenia imieniem Gabinetu dymisji.

### Minister spraw wewnętrznych
24 lipca 1920 Leopold Skulski przyjął tekę ministra spraw wewnętrznych w rządzie Wincentego Witosa. Dwa dni później, na mocy uchwały Rady Ministrów, wszedł w skład Rady Obrony Państwa. W warunkach trwającej wojny z Rosją radziecką, do zadań Skulskiego należało m.in. organizowanie ewakuacji władz oraz zabezpieczenie miast, a zwłaszcza Warszawy przed infiltracją dywersantów zza linii frontu. Zajmował się także zwalczaniem wystąpień komunistycznych, inspirowanych często przez radzieckie służby specjalne. Wizytował także odcinek frontu zbliżony najbardziej do stolicy. 28 czerwca 1921 Skulski złożył dymisję. Została ona wywołana przez krwawe zajścia w Zagłębiu Dąbrowskim – policja użyła wówczas broni w starciach z protestującymi robotnikami.

## Poza polityką
W wyborach w listopadzie 1922 stworzona przez Skulskiego lista Polskie Centrum poniosła całkowitą klęskę, nie wprowadzając do parlamentu żadnego ze swych członków. W 1923 doprowadził do połączenia swojego Narodowego Zjednoczenia Ludowego z PSL „Piast”. W ugrupowaniu tym od lipca 1923 pełnił funkcję jednego z pięciu wiceprezesów. Zasiadał w Zarządzie Głównym oraz Radzie Naczelnej partii.
W 1925 został z rekomendacji PSL „Piast” członkiem Trybunału Stanu. W 1928 zrezygnował z członkostwa w organach ugrupowania, a także wystąpił z partii.
W latach 30. nie brał czynnego udziału w życiu politycznym, choć zbliżył się do kręgów sanacyjnych – w marcu 1937 był członkiem zarządu sektora miejskiego w Obozie Zjednoczenia Narodowego.
Poza prowadzeniem działalności politycznej i społecznej, Leopold Skulski był także przedsiębiorcą. W 1923 współtworzył firmę Polskie Radio Sp. z o.o. Był przewodniczącym jej rady nadzorczej do 1936, gdy spółka została znacjonalizowana.
W 1. połowie lat 20. XX w. wziął udział w kontrowersyjnym przejęciu przez kapitał szwajcarski miejskiej elektrowni w Łodzi (jednej z największych podówczas w Polsce). Współdziałał też z amerykańskim koncernem Harimanna w sprawie koncesji na elektryfikację Polski.
Był akcjonariuszem i członkiem naczelnych organów wielu różnych spółek i banków (m.in. prezesem Towarzystwa Zakładów Żyrardowskich). Od lutego 1926 był także prezesem korporacji akademickiej Związek Filistrów „ZAG Wisła”. Był również prezesem Warszawskiego Towarzystwa Wioślarskiego, Łódzkiego Towarzystwa Elektrycznego i Spółki Akcyjnej „Jurata”.
Leopold Skulski był prawdopodobnie szambelanem papieskim oraz kawalerem maltańskim.

### Zaginięcie
Po niemieckim ataku na Polskę ewakuował się do Pińska, gdzie zastała go agresja ZSRR i okupacja sowiecka. Aresztowany przez NKWD, w październiku 1939 został przewieziony do aresztu w Brześciu nad Bugiem. Miejsce i dokładna data jego śmierci nie jest znana. Być może jeszcze przed atakiem niemieckim na ZSRR został osadzony w więzieniu w Mińsku. Według przypuszczeń części jego rodziny, został zamordowany przez NKWD w 1940 w Kuropatach. Inny krewny Skulskiego, Andrzej Cybulski, uważa, że z radzieckich dokumentów będących w jego posiadaniu można wysnuć wniosek, iż były premier żył jeszcze w 1947, a nawet w 1958. Według zeznań jednego z repatriantów, w 1948 Leopold Skulski miał pracować w jednym z laboratoriów chemicznych w Uchcie, w obwodzie archangielskim.

## Życie prywatne
Leopold Skulski był dwukrotnie żonaty: z Amelią Włodarską i Janiną z Pągowskich. Ta druga, z poprzedniego związku, z Józefem Benedekiem, miała córkę Hannę (ur. 1914) i syna Stanisława (ur. 1918), którzy zostali zaadoptowani przez Skulskiego. Stanisław Skulski był żołnierzem Polskich Sił Zbrojnych na Zachodzie w stopniu podporucznika, a po zakończeniu II wojny światowej, profesorem chemii zamieszkałym w Kanadzie.
Leopold Skulski posiadał w Warszawie dwa mieszkania – przy ul. Elektoralnej oraz przy ul. Sandomierskiej 5. Był także właścicielem domu w Juracie.

## Upamiętnienie

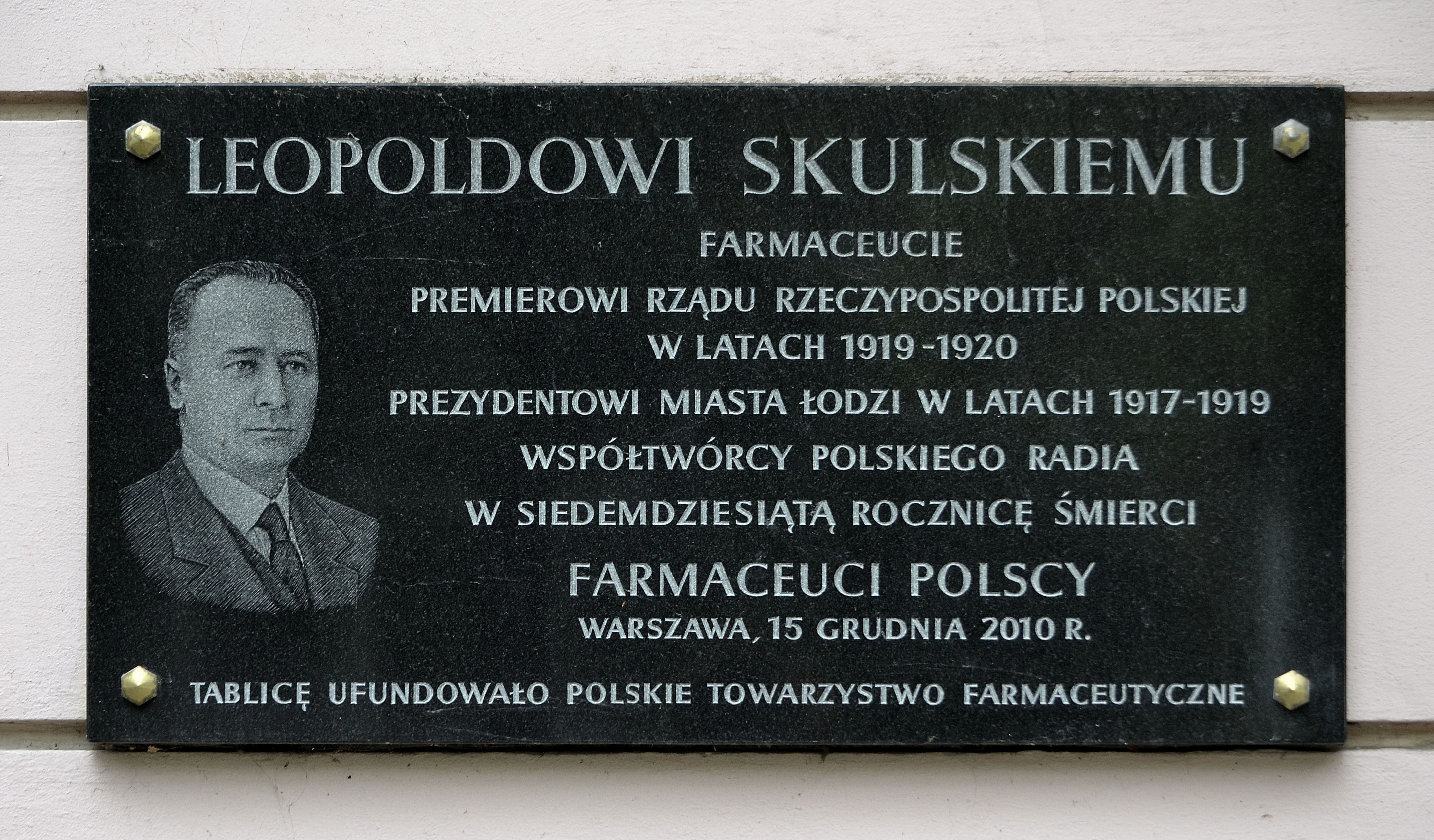
Tablica pamiątkowa, ul. Długa 16 w Warszawie

- Łódź – tablica pamiątkowa na ścianie budynku Urzędu Miasta Łodzi przy ul. Piotrkowskiej 104; odsłonięcie: 10 listopada 2008[22]);
- Warszawa – tablica pamiątkowa na murze kamienicy przy ul. Długiej 16 w Warszawie, w której mieści się Polskie Towarzystwo Farmaceutyczne; odsłonięcie: 15 grudnia 2010[23]);
- Zamość – tablica pamiątkowa w elewacji kamienicy „Pod Madonną” (w której mieszkała rodzina Skulskich) w Rynku Wielkim przy ul. Ormiańskiej 22; odsłonięcie: 11 listopada 2011[24]);
- wystawa monograficzna pt. „Leopold Skulski. Farmaceuta i mąż stanu” w kuluarach Senatu RP; otwarcie: 6 kwietnia 2016[25].
- wystawa pt. „Leopold Skulski – Farmaceuta i mąż stanu”, 2018 – Stargard, Ratusz Miejski[26].